# Grand Prix Południowej Afryki 1971
Grand Prix Południowej Afryki 1971 (oryg. South African Grand Prix) – 1. runda Mistrzostw Świata Formuły 1 w sezonie 1971, która odbyła się 6 marca 1971, po raz 5. na torze Kyalami.
17. Grand Prix Południowej Afryki, 8. zaliczane do Mistrzostw Świata Formuły 1.

## Klasyfikacja
| Legenda oznaczeń w tabelach wyników Wyświetl szablon na nowej stronie | Legenda oznaczeń w tabelach wyników Wyświetl szablon na nowej stronie                                                                     |
| Oznaczenie                                                            | Wyjaśnienie |
| --------------------------------------------------------------------- | --- |
| Złoty                                                                 | Zwycięzca lub mistrzostwo |
| Srebrny                                                               | 2. miejsce lub wicemistrzostwo |
| Brązowy                                                               | 3. miejsce lub II wicemistrzostwo |
| Zielony                                                               | Ukończył, punktował (w klasyfikacji generalnej, gdy zdobył co najmniej jeden punkt na przestrzeni sezonu, poza trzema powyższymi opcjami) |
| Niebieski                                                             | Ukończył, nie punktował (w klasyfikacji generalnej, gdy nie zdobył co najmniej jednego punktu na przestrzeni sezonu)                      |
| Czerwony                                                              | Nie zakwalifikował się (NZ) |
| Czerwony                                                              | Nie prekwalifikował się (NPK) |
| Różowy                                                                | Nie ukończył (NU) |
| Różowy                                                                | Niesklasyfikowany (NS) (w klasyfikacji generalnej, gdy nie został sklasyfikowany w żadnym wyścigu sezonu)                                 |
| Czarny                                                                | Zdyskwalifikowany (DK) |
| Czarny                                                                | Wykluczony (WYK/EX) |
| Biały                                                                 | Nie wystartował (NW) |
| Biały                                                                 | Kontuzjowany (K/INJ) |
| Biały                                                                 | Wyścig odwołany (OD/C) |
| Bez koloru                                                            | Został wycofany (WYC/WD) |
| Bez koloru                                                            | Nie przybył (NP/DNA) |
| Bez koloru                                                            | Nie brał udziału w treningach (NT/DNP) |
| Bez koloru                                                            | Nie został zgłoszony (–) |
| Pogrubienie                                                           | Start z pole position |
| Kursywa                                                               | Najszybsze okrążenie wyścigu |
| †                                                                     | Nie ukończył, ale jego rezultat został zaliczony ze względu na przejechanie więcej niż 90% dystansu wyścigu.                              |
| *                                                                     | Sezon w trakcie |
| 1/2/3                                                                 | Punktowana pozycja w sprincie kwalifikacyjnym                                                                                             |
| Lista systemów punktacji Formuły 1                                    | |

| Poz | Nr | Kierowca           | Team         | Okrążenia | Czas/Strata     | Grid | Punkty |
| --- | -- | ------------------ | ------------ | --------- | --------------- | ---- | ------ |
| 1   | 6  | Mario Andretti     | Ferrari      | 79        | 1:47:35.5       | 4    | 9      |
| 2   | 9  | Jackie Stewart     | Tyrrell-Ford | 79        | 20.9            | 1    | 6      |
| 3   | 5  | Clay Regazzoni     | Ferrari      | 79        | 31.4            | 3    | 4      |
| 4   | 3  | Reine Wisell       | Lotus-Ford   | 79        | + 1:09.4        | 14   | 3      |
| 5   | 19 | Chris Amon         | Matra        | 78        | + 1 okrążenie   | 2    | 2      |
| 6   | 11 | Denny Hulme        | McLaren-Ford | 78        | + 1 okrążenie   | 7    | 1      |
| 7   | 28 | Brian Redman       | Surtees-Ford | 78        | + 1 okrążenie   | 17   |        |
| 8   | 4  | Jacky Ickx         | Ferrari      | 78        | + 1 okrążenie   | 8    |        |
| 9   | 14 | Graham Hill        | Brabham-Ford | 77        | + 2 okrążenia   | 19   |        |
| 10  | 7  | Ronnie Peterson    | March-Ford   | 77        | + 2 okrążenia   | 13   |        |
| 11  | 22 | Henri Pescarolo    | March-Ford   | 77        | + 2 okrążenia   | 18   |        |
| 12  | 21 | Rolf Stommelen     | Surtees-Ford | 77        | + 2 okrążenia   | 15   |        |
| NU  | 2  | Emerson Fittipaldi | Lotus-Ford   | 58        | Silnik          | 5    |        |
| NU  | 20 | John Surtees       | Surtees-Ford | 56        | Skrzynia biegów | 6    |        |
| NU  | 10 | François Cevert    | Tyrrell-Ford | 45        | Wypadek         | 9    |        |
| NU  | 27 | Howden Ganley      | BRM          | 42        | Wycofał się     | 24   |        |
| NU  | 16 | Pedro Rodríguez    | BRM          | 33        | Chłodzenie      | 10   |        |
| NU  | 15 | Dave Charlton      | Brabham-Ford | 31        | Silnik          | 16   |        |
| NU  | 17 | Jo Siffert         | BRM          | 31        | Chłodzenie      | 12   |        |
| NU  | 24 | John Love          | March-Ford   | 30        | Dyferencjał     | 21   |        |
| NU  | 25 | Jackie Pretorius   | Brabham-Ford | 22        | Silnik          | 20   |        |
| NU  | 12 | Peter Gethin       | McLaren-Ford | 7         | Wyciek paliwa   | 11   |        |
| NU  | 23 | Joakim Bonnier     | McLaren-Ford | 5         | Zawieszenie     | 23   |        |
| NU  | 26 | Alex Soler-Roig    | March-Ford   | 5         | Silnik          | 25   |        |